# Гюрель, Озге
Озге Гюрель (тур. Özge Gürel, полное имя — Озге Джан Гюрель (тур. Özge Can Gürel)) — турецкая актриса кино и телевидения, певица и филантроп. Наиболее известна по роли Ойку Аджар в сериале «Вишнёвый сезон» и по роли Назлы в сериале «Полнолуние». Имеет греческие корни со стороны матери и черкесские со стороны отца.

## Карьера

### 2010—2014: Начало карьеры
Озге Гюрель закончила Стамбульский экономический университет и никакого актёрского образования не имела. Гюрель была удивлена, когда её взяли на роль Зейнеп в сериале «Где моя дочь?» в 2010 году. Актриса усердно брала уроки актёрского мастерства и училась у своих коллег. После окончания сериала Озге снимается в нескольких рекламных роликах и в фильме «Наш почетный». Молодая актриса продолжает набираться опыта, снимается в нескольких проектах. Озге снимается в 4-5 сериях сериала «Улица мира». Она снимается в 10 сериях популярного сериала «Великолепный век». В 2014 году Озге снимается в 9 сериях сериала «Прилив» с такими известными актёрами как Чагатай Улусой и Серенай Сарыкая. Также Озге принимает участие в рекламе Milka, Vodafone, Doritos и Pepsi с актером Бурак Озчивит.

### 2014—2016: «Вишнёвый сезон», прорыв в карьере и музыкальные начинания
Большую славу актриса получает благодаря роли Ойку Аджар в популярной романтической комедии «Вишнёвый сезон». Как говорит сама Озге, в «Вишнёвый сезон» она попала случайно. Тогда она проходила кастинг на другой сериал, но по совету друзей, решила попробоваться в сериал, о котором многие тогда говорили. Так Озге Гюрель получает главную роль в сериале «Вишнёвый сезон», премьера которого состоялась 4 июля 2014 года на канале FOX. В России премьера состоялась 10 мая 2016 года на канале Ю. На съёмочной площадке Озге знакомится с такой актрисой как Фатма Топташ, которая становится для неё одной из самих близких подруг. Также, на съёмках сериала, Озге знакомится с начинающим актёром Серканом Чайоглу. «Вишнёвый сезон» становится самым популярным сериалом на сайте Google Türkiye в 2014 году. В перерыве между съёмками первого и второго сезона сериала, Озге снимается в фильме «Истории органической любви», премьера которого состоялась в 2017 году. Для съёмок первой серии второго сезона, в августе 2015 года, Озге едет в Рим, Италию. В конце ноября 2015 года сериал делает финал. После «Вишнёвого сезона», Озге на некоторое время затихает. Во время съёмок «Вишнёвого сезона», Озге записывает три песни для сериала. Песни — Kiraz Mevsimi (совместно с кастом сериала «Вишнёвый сезон»), Kahramanımsın, Bir Bahar Akşamı. В 2015 году Озге принимает участие в рекламе компании Ford, совместно с Серканом Чайоглу, и в рекламе Bellona. Сериал «Вишнёвый сезон» транслируется во многих странах, и приносит для Озге популярность за границей родины. В июне 2016 года «Вишнёвый сезон» начинает свою трансляцию в Италии, где становится очень популярным. Сериал стал первым турецким сериалом, транслируемым в Италии. Итальянская телепередача «Вериссимо» в сентябре 2016 года приглашает главных героев сериала. В сентябре 2016 года Озге Гюрель и Серкан Чайоглу едут в Милан, где их встречают итальянские фанаты. В июле 2016 года, выходят новости о том, что Озге Гюрель примет участие в популярном американском сериале «Игра престолов». Однако актриса опровергла эти слухи. В октябре 2016 года выходит музыкальный клип Озге Гюрель с песней «Прости» («Affet»), которую она записала в 2015 году, а премьера клипа состоялась только осенью 2016 года. Песня была записана с благотворительной целью.

### 2017—2018: «Полнолуние» и другие проекты
В августе 2016 года Озге присоединяется к касту нового музыкального сериала канала FOX «Под Звёздами», премьера которого должна была состояться в начале октября 2016 года. Позже становится известно, что FOX продал сериал каналу Star TV. Новый канал поменял название сериала на «Звёзды — мои свидетели» и перенёс премьеру на январь 2017 года. Партнёром Озге в сериале «Звёзды — мои свидетели» стал актёр Берк Джанкат. Съёмки сериала окончились в феврале 2017 года. Сериал состоит из 4 серий. Для сериала Озге записала одну песню — Ateş Böceği. А песня Dokun Kalbime, которую исполняла героиня Озге, была записана певицей Джерен Чагатай. В марте 2017 года Озге приступает к съёмкам фильма «Первый поцелуй», главные роли которого она разделила с Муратом Йылдырымом. Съёмки прошли в городе Бурса. Мировая премьера фильма состоялась 20 октября 2017 года. Летом 2017 года Озге начинает съёмки в телесериале «Полнолуние». Премьера сериала состоялась 4 июля 2017 года. Сериал стал одним из хитов лета 2017 года. Съемки завершаются в декабре того же года. В ноябре 2017 года, одновременно со съемками в сериале «Полнолуние», снимается в сериале «Волк». В феврале 2018 года, Озге появляется в качестве приглашенной звезды, в роли лейтенанта, в сериале «Волк», где главную роль играет ее возлюбленный Серкан Чайоглу. В сентябре 2018 года, актриса снимается в фильме «Волк», который является продолжением одноименного сериала. С октября 2018 года снимается в сериале «Великолепная двойка». В феврале 2019 года сериал сделал финал.

### 2019—2020: Успех в Италии и снова с Джаном Яманом
Транслируется ее сериал «Полнолуние» в Италии, на канале 5, где ее имя уже известно по сериалу «Вишневый сезон», который транслировался на том же канале. В 2020 году Гюрель вновь встретилась на съемочной площадке с Джаном Яманом и Фатмой Топташ, в сериале «Мистер Ошибка». Гюрель исполнила главную роль Эзги Инал. Также в этом проекте Озге выступила в качестве одного из стилистов проекта. Помимо того, «Мистер Ошибка» становится третьим проектом Гюрель, транслировавшийся на итальянском канале 5, таким образом становясь самой известной турецкой актрисой в стране.

## Личная жизнь
До 2014 года Гюрель встречалась с парнем по имени Озгюр Орун.
С 2014 года Озге начала встречаться с актером Серканом Чайоглу, с которым снималась в сериале «Вишнёвый сезон». Однако Озге и Серкан долгое время скрывали свои отношения. По слухам пара рассталась в 2016 году, после окончания съёмок сериала. Но в сентябре 2016 года, после звонка Серкана, Озге и Серкан мирятся. С сентября 2016 года Озге и Серкан не скрывают отношения. В июле 2022 года пара поженилась.
Близкие друзья Озге: актриса Фатма Топташ, актёр Берк Джанкат, актриса Нихаль Ишыксачан, актриса Демет Оздемир.

## Фильмография
| Год       |   | Русское название           | Оригинальное название  | Роль                              |
| --------- | - | -------------------------- | ---------------------- | --------------------------------- |
| 2010—2011 | с | Где моя дочь?              | Kızım Nerede?          | Зейнеп Демирай (главная роль)     |
| 2011      | с | И человек обманут          | Ve İnsan Aldandı       | Дерья (11 серия)                  |
| 2013      | с | Улица мира                 | Huzur Sokağı           | Мелиса (второстепенная роль)      |
| 2014      | ф | Наш почетный               | Bizum Hoca             | Карделен (второстепенная роль)    |
| 2014      | с | Великолепный век           | Muhteşem Yüzyıl        | Рана Хатун (второстепенная роль)  |
| 2014      | с | Прилив                     | Medcezir               | Ада Савашер (второстепенная роль) |
| 2014—2015 | с | Вишневый сезон             | Kiraz Mevsimi          | Ойкю Аджар (главная роль)         |
| 2017      | с | Звёзды - мои свидетели     | Yıldızlar Şahidim      | Хазиран Йылмаз (главная роль)     |
| 2017      | с | Полнолуние                 | Dolunay                | Назлы Пынар (главная роль)        |
| 2017      | ф | Истории органической любви | Organik Aşk Hikayeleri | Демет (главная роль)              |
| 2017      | ф | Первый поцелуй             | İlk Öpücük             | Бахар (главная роль)              |
| 2018      | с | Волк                       | Börü                   | Гёкче Демир (второстепенная роль) |
| 2018—2019 | с | Великолепная двойка        | Muhteşem İkili         | Нилюфер Джан (главная роль)       |
| 2018      | ф | Волк: В Кино               | Börü: Sinema Filmi     | Гёкче Демир (второстепенная роль) |
| 2019      | ф | Мама                       | Annem                  | Назлы Топрак (главная роль)       |
| 2020      | с | Мистер ошибка              | Bay Yanlış             | Эзги Инал (главная роль)          |
| 2020      | ф | Красный снег               | Kar Kırmızı            | Зейнеп (главная роль)             |
| 2022      | с | Мечты и жизни              | Hayaller ve Hayatlar   | Диджле (главная роль)             |
| 2022      | с | Кавалерия                  | Sipahi                 | Джанан Доган (главная роль)       |

## Синглы
| Год  | Песня            | Альбом                         |
| ---- | ---------------- | ------------------------------ |
| 2014 | Kiraz Mevsimi    |                                |
| 2014 | Kahramanımsın    | Kiraz Mevsimi (Soundtrack)     |
| 2015 | Bir Bahar Akşamı |                                |
| 2016 | Affet            | 12 Kalp                        |
| 2017 | Ateşböceği       | Yıldızlar Şahidim (Soundtrack) |

### Музыкальные клипы
| Yıl  | Şarkı                                    | Albüm                      |
| ---- | ---------------------------------------- | -------------------------- |
| 2015 | Mert Koral - İstanbul Beni Bırak         | Laterna                    |
| 2015 | Aydilge, Volkan Akmehmet - Kiraz Mevsimi | Kiraz Mevsimi (Soundtrack) |
| 2016 | Özge Gürel - Affet                       | 12 Kalp                    |

## Награды и номинации
| Награды и номинации | Награды и номинации                    | Награды и номинации                  | Награды и номинации | Награды и номинации |
| Год                 | Награда                                | Категория                            | Сериал — Фильм      | Итог                |
| ------------------- | -------------------------------------- | ------------------------------------ | ------------------- | ------------------- |
| 2015                | Yeditepe Üniversitesi 3.Dilek Ödülleri | Лучшая актриса года                  | Вишневый сезон      | Победа              |
| 2015                | SEUL DRAMA Awards                      | Лучшая актриса                       | Вишневый сезон      | Номинация           |
| 2015                | Future Fest Awards                     | Лучший выход восходящей звезды       | Вишневый сезон      | Победа              |
| 2015                | MGD 21.Altın Objektif Ödülleri         | Лучшая комедийная актриса года       | Вишневый сезон      | Победа              |
| 2015                | 42.Pantene Altın Kelebek Ödülleri      | Самая красивая пара (Ойкю-Аяз)       | Вишневый сезон      | Номинация           |
| 2016                | 1.YBU Medya Ödülleri                   | Лучшая сериальная актриса            | Вишневый сезон      | Номинация           |
| 2018                | 45.Pantene Altın Kelebek Ödülleri      | Лучшая актриса романтической комедии | Полнолуние          | Номинация           |
| 2019                | Latina Turkish Awards                  | Лучшая актриса второстепенной роли   | Где моя дочь?       | Победа              |
| 2020                | Premios Telenovelas España             | Лучшая актриса                       | Вишневый сезон      | Победа              |
| 2020                | Premios Telenovelas España             | Самая страстная пара (с Джан Яманом) | Полнолуние          | Победа              |